# ويليام ووردزوورث
ويليام وردزورث (7 أبريل 1770 - 23 أبريل 1850) شاعر رومانسي إنجليزي ساهم مع صامويل تايلر كولريدج في إطلاق العصر الرومانسي في الأدب الإنجليزي من خلال عملها المشترك "الأغاني الغنائية" الذي نُشر عام 1798.
تعتبر "المقدمة" أعظم ما أبدع وردزورث، وهي قصيدة شبه سيرة ذاتية عن سنواته الأولى خضعت لمراجعات وتوسعات متعددة. أختارت زوجته عنوانها ونشرتها بعد وفاته في عام وفاته، وكانت تُعرف قبل ذلك عمومًا باسم "قصيدة لكوليردج".
كان وردزورث شاعر بلاط المملكة المتحدة من عام 1843 حتى وفاته بمرض التهاب الجنبة في 23 أبريل 1850.

## روابط خارجية
- ويليام ووردزوورث على موقع الموسوعة البريطانية (الإنجليزية)
- ويليام ووردزوورث على موقع ميوزك برينز (الإنجليزية)
- ويليام ووردزوورث على موقع إن إن دي بي (الإنجليزية)
- ويليام ووردزوورث على موقع ديسكوغز (الإنجليزية)